# 22551 Adamsolomon
22551 Adamsolomon este un asteroid din centura principală de asteroizi.

## Descriere
22551 Adamsolomon este un asteroid din centura principală de asteroizi. A fost descoperit pe 31 martie 1998 la Socorro, New Mexico, în cadrul proiectului LINEAR. Asteroidul prezintă o orbită caracterizată de o semiaxă mare de 2,26 ua, o excentricitate de 0,05 și o înclinație de 5,9° în raport cu ecliptica.